# Kalkrand
Kalkrand ist ein Dorf in Namibia mit 1602 Einwohnern (Stand 2023), rund 100 Kilometer südwestlich der Stadt Rehoboth. Kalkrand liegt im Wahlkreis Rehoboth-Land auf 1220 m, auf halber Strecke zwischen Rehoboth und Mariental. Es ist wichtige Station an der Nationalstraße B1, da es die einzige Tankstelle zwischen den beiden Städten bietet. Über die Hauptstraße C21 gibt es auch eine direkte Verbindung in das ebenfalls rund 100 km entfernte Maltahöhe.
Der Ort und das Umland sind landwirtschaftlich geprägt.

## Infrastruktur
Neben der Tankstelle verfügt der Ort über eine Klinik, mehrere Cafés, ist Haltepunkt an der Bahnstrecke Windhoek–Nakop und verfügt über ein Touristenzentrum.

### Bildungseinrichtungen
- A.A. Denk Memorial School
- Gras Primary School
- Hoaganas A.M.E. Community Priv. School
- Kalkrand Primary School
- P.J. Tsaitsaib Junior Secondary School
- St. Patrick’s Primary School (RKK Namibia)

## Kommunalpolitik
Bei den Kommunalwahlen 2020 wurde folgendes amtliche Endergebnis ermittelt.
| Partei | Stimmen | Sitze |
| ------ | ------- | ----- |
| LPM    | 312     | 2     |
| SWAPO  | 234     | 2     |
| IPC    | 97      | 1     |

## Galerie

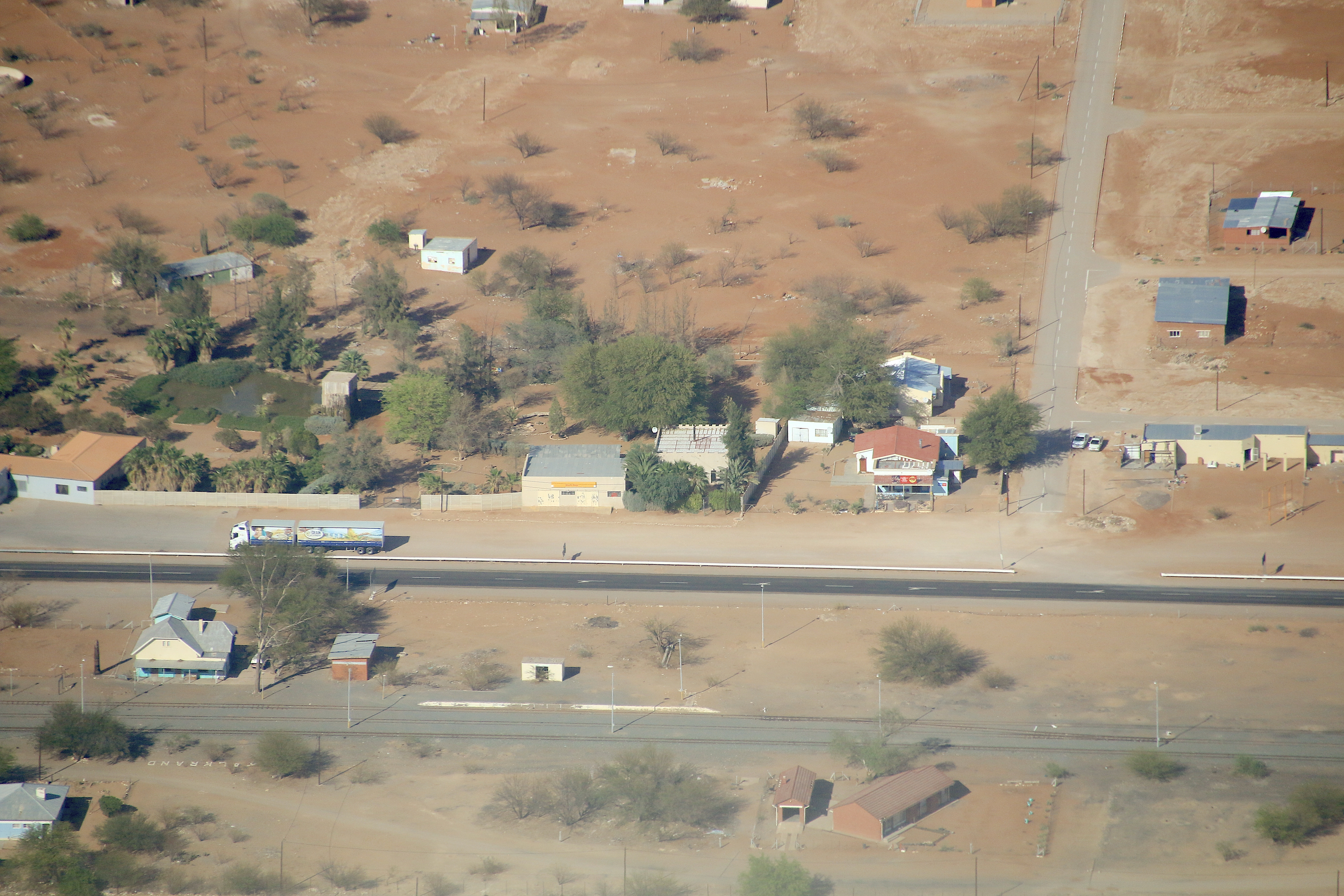
Bahnhof Kalkrand (2019)
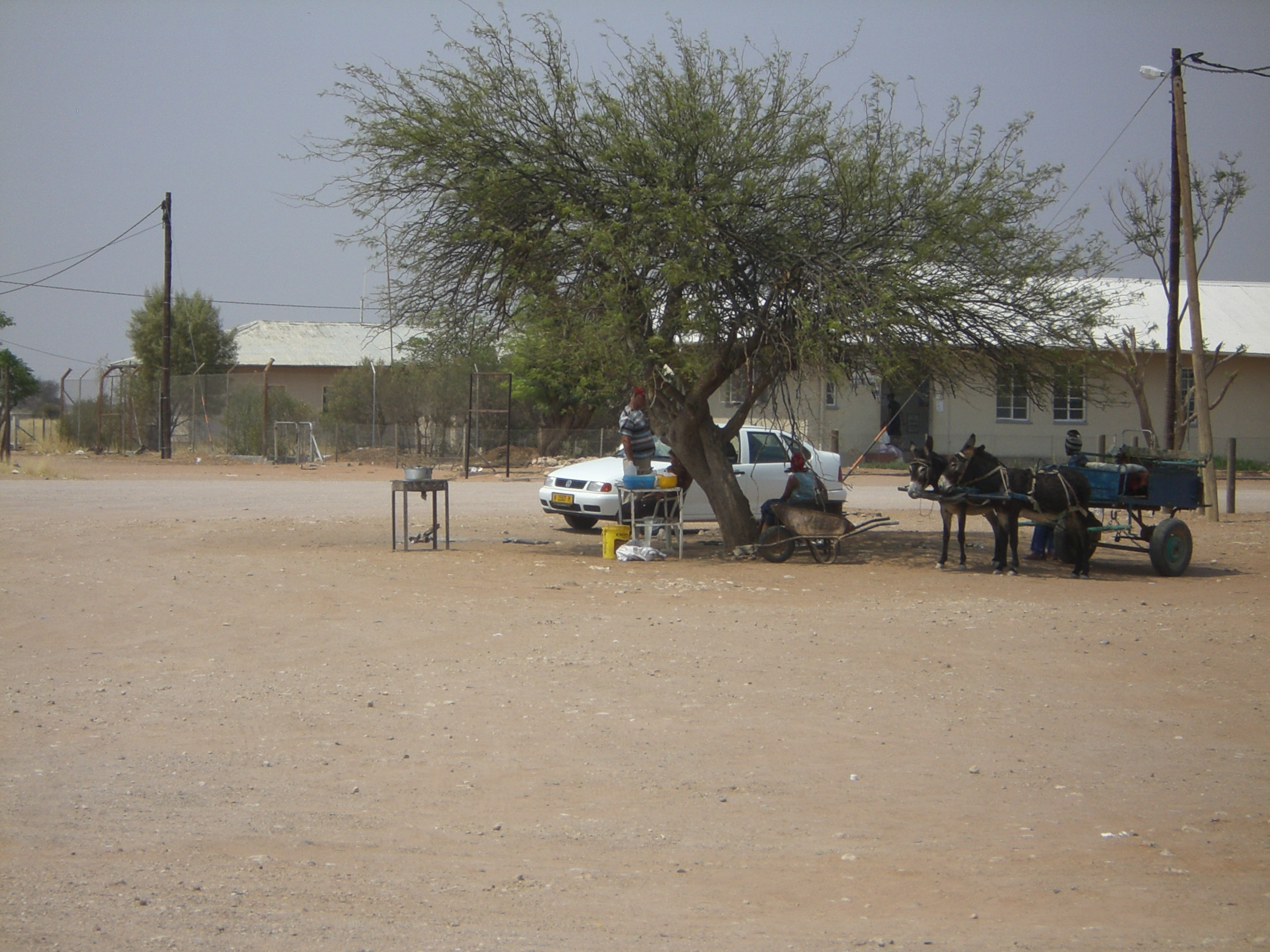
Eselskarren in Kalkrand (2010)
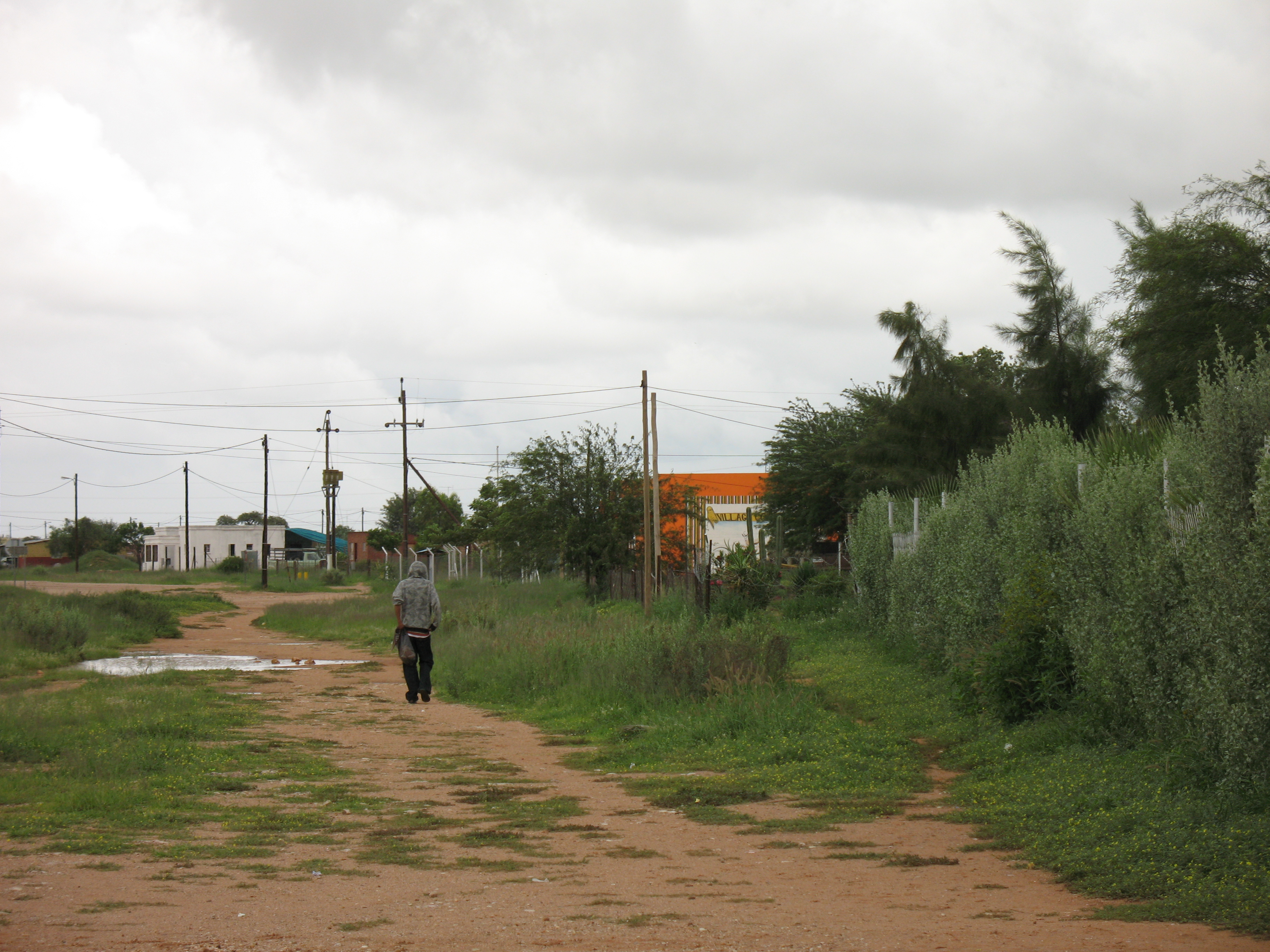
Weg in Kalkrand (2011)